# Karel Matěj Čapek-Chod
Pour les articles homonymes, voir Čapek.
Ne doit pas être confondu avec Karel Čapek.
Karel Matěj Čapek-Chod (prononciation tchèque : [ˈkarɛl ˈmacɛj ˈtʃapɛk ˈxot] ; 21 février 1860 à Domažlice – 3 novembre 1927 à Podolí (Prague)) est un écrivain naturaliste tchèque et un journaliste.
Karel Čapek-Chod ajoute le suffixe Chod à son nom en hommage à sa région d'origine et se distingue de Karel Čapek.

## Œuvres
- La Turbine, édition française Grasset, 1928